# Hausruckviertel
Hausruckviertel (en alemany, quart d'Hausruck) o Hausruckkreis és una de les quatre regions històriques de l'Alta Àustria. Les altres regions que constitueixen aquest bundesland d'Àustria són Innviertel, Mühlviertel i Traunviertel.
S'anomena així per la serralada que es troba a la regió, la Hausruck.
El límit occidental d'aquesta regió es va establir el 1779 quan es van definir els límits de Bavaria. El límit oriental es va establir durant el segle xix, seguint el curs del riu Traun.
Haustuckviertel inclou els districtes de Eferding, Grieskirchen, Vöcklabruck, Wels i Wels-Land.